# Crucificação (Ticiano)
A Crucificação é uma pintura em tamanho real feita pelo artista veneziano Ticiano, concluída em 1558 e atualmente exposta no santuário da igreja de San Domenico, em Ancona. Jesus Cristo é mostrado crucificado, com Santa Maria e São João em pé de cada lado da cruz na tradição Stabat Mater. A figura ajoelhada é São Domingos. A tela foi concluída durante a quinta década de pintura de Ticiano e é uma das obras que indicam sua mudança para a extensa exploração da tragédia e do sofrimento humano.

## Composição
As cabeças das figuras em pé são apresentadas em ordem triangular voltada para cima. Todas as figuras aparecem em primeiro plano, dando uma sensação de imediatismo à pintura. A composição é dominada por uma concepção colorista, na qual os tons predominantes de azul escuro, marrom e vermelho são atravessados por flashes quase brancos. As regiões de tons escuros, assim como a área marrom (quase preta) que constitui o terreno de Gólgota de onde emergem os santos, intensificam a tristeza e o horror da crucificação. Em oposição, pontos enluarados chamam a atenção para os elementos dramáticos e emocionais do quadro. Nos últimos anos de sua vida, em obras como Ecce Homo (Galeria Nacional da Irlanda, Dublin) e Santa Margarida  e o Dragão (Museu do Prado, Madrid), Ticiano usou essa técnica de contrastar luz e cor como uma peça-chave - ou mesmo fundamental - para despertar uma forte emoção no observador. Com a Crucificação, essa técnica de gerar uma emoção trágica é usada quase na totalidade da obra. É um dos primeiros — possivelmente o mais antigo — e mais direto uso da técnica em todas as pinturas de Ticiano.
Mas isso não era algo que o artista usava em todas as suas pinturas desse período e, de fato, é nítida a diferença com O Martírio de São Lourenço, outra representação do sofrimento humano que Ticiano estava realizando ao mesmo tempo em que trabalhava na Crucificação. Enquanto a Crucificação tem um esquema simples, O Martírio de São Lourenço é uma composição complexa, quase barroca. Embora o uso de cor, luz e contraste no Martírio tenha algumas semelhanças óbvias com a Crucificação, nele não há utilização de qualquer plano de formas monoliticamente coloridas para transmitir gravidade ou qualquer mensagem.    
Outro aspecto notável da Crucificação, bem como de outras obras tardias de Ticiano, é a presença de salpicos de cor aplicados em toda a pintura. Quando a tela é vista à distância, tais salpicos geram certo efeito de animação na superfície da tela.

## Jesus Cristo
A figura de Jesus Cristo aparece em uma escala ligeiramente menor do que a das outras figuras, sugerindo - especialmente em uma pintura dessa escala — um movimento para longe do observador. A figura é estilisticamente semelhante ao Cristo do antigo Cristo na Cruz de Ticiano (Escorial, c.1555). Os tons de bronze e amarelo da pele de Cristo foram usados com frequência em pinturas da Renascença Veneziana, mas com a Crucificação a utilização desse tom é particularmente ousado e traz alto grau de contraste na modelagem. O uso desses tons reforça a desumanidade da crucificação. A pele bronzeada e o branco da vestimenta de Cristo gera uma oposição com a lúgubre intrusão da nuvem à direita. Respingos de sangue e dobras na vestimenta branca são reproduzidos com relativa clareza — novamente, em contraste com as áreas mais escuras. À direita de Jesus, Ticiano usa seu método sfregazzi de aplicar a cor com o dedo.

## Os santos

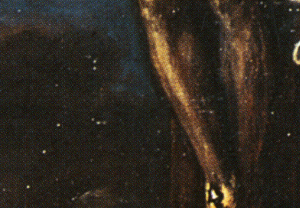
Detalhe, salpicos brancos.

As figuras de Santa Maria e São Domingos aparecem principalmente em vestes escuras, novamente com destaques marcantes. Santa Maria está no canto esquerdo inferior indistinto e quase apagado da tela, mas conforme sua forma se eleva, os azuis escuros de seu manto ganham contorno firme contra a região singularmente iluminada na parte traseira. Seu rosto está encovado e seus olhos possuem manchas vermelhas, um tema que seria revisitado séculos depois por pintores como Antoine-Jean Gros (em A Peste em Jaffa) e o colorista Eugène Delacroix (em O Massacre de Chios, e outras).
São Domingos se agarra à cruz em um gesto feito quase inteiramente por traços de luz. As curvas de alcance ascendente desta figura — culminando nos dedos maneiristicamente longos — fazem contraste com seu olhar abatido, expressando uma imagem de terrível tristeza e dor. A mão do encurtado braço esquerdo de São João é mais uma vez objeto de contraste, os dedos escuros sendo delineados por traços de luz. A postura reveladora de São João é um dos motores da pintura, sendo ele a única figura que olha para cima na direção do Cristo, seu gesto temeroso exige que o espectador o contemple.

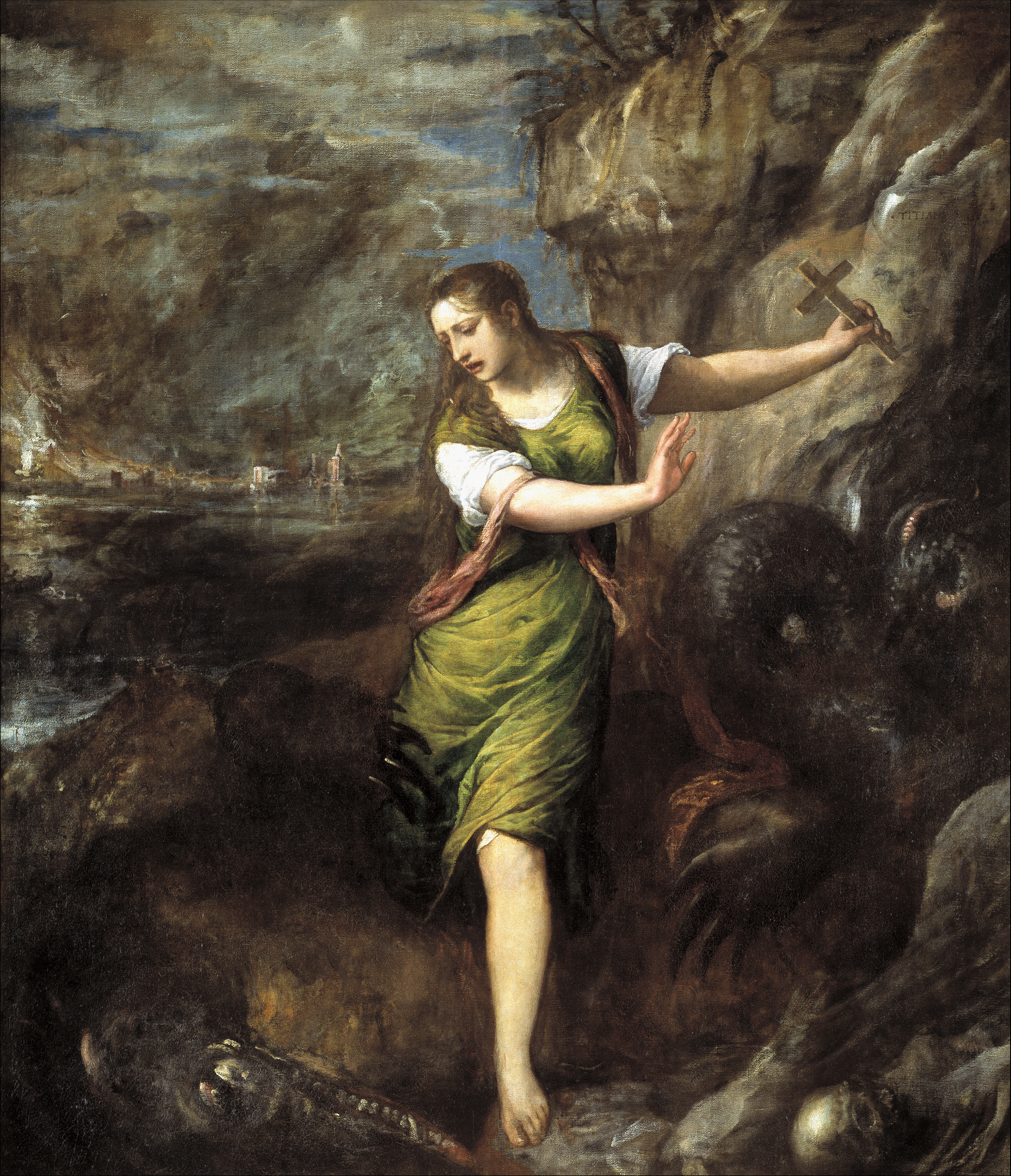
Ticiano, Santa Margarida e o Dragão, c.1559.

## Fogo
Embora não haja menção de fogo no relato bíblico da crucificação de Jesus Cristo, há uma sugestão de fogo no pano de fundo da Crucificação. Ticiano costumava incorporar fogo em suas pinturas, mesmo quando os registros históricos sugerem que a presença de fogo é injustificável. Não há, por exemplo, nenhuma evidência que sugere algum incêndio durante o curto reinado do Doge Francesco de Veneza Venier, e ainda assim fogo aparece em seu retrato feito por Ticiano. A presença de fogo em Santa Margarida e o Dragão também é difícil de justificar com base na lenda de Santa Margarida. Ambas as pinturas são quase contemporâneas da Crucificação.

## História
A Crucificação foi a primeira de duas encomendas feitas pelo veneziano Pietro Cornovi della Vecchia, que então residia em Ancona. A segunda das duas pinturas encomendadas pela família — a Anunciação, na igreja de San Salvador, Veneza — foi encomendada em 1559 e concluída por volta de 1566. A Crucificação é assinada ao pé da cruz TITIANVS F. 1558, e foi instalada como retábulo no altar-mor do santuário da igreja de San Domenico em Ancona em 12 de julho de 1558. Foi colocada no coro em 1715; no museu entre 1884–1925; e foi limpa, restaurada e refeita no santuário de San Domenico em 1925. Foi novamente restaurada e limpa em 1940. A tela aparece com o número de catálogo 31 no volume um de Harold E. Wethey's, The Paintings of Titian.